# زانتیدرول
زانتیدرول (به انگلیسی: Xanthydrol) یک ترکیب شیمیایی با شناسه پاب‌کم 9H-xanthen-9-ol است. 